# لئون تیلور
لئون تیلور (انگلیسی: Leon Taylor؛ زادهٔ ۲ نوامبر ۱۹۷۷) ورزشکار شیرجه اهل بریتانیا است.
وی در مسابقات کشوری و بین‌المللی در مجموع برندهٔ ۲ مدال نقره، ۳ مدال برنز شده‌است.